# Herczeg Zsolt (politikus)
Herczeg Zsolt (Mezőtúr, 1964. március 22. –) magyar mérnök, politikus, polgármester, 2022-től országgyűlési képviselő (Fidesz).

## Élete
Mezőtúron járt általános iskolába, majd Túrkevén a Ványai Ambrus Közlekedésgépészeti Szakközépiskolában érettségizett 1982-ben és gépjármű technikai szerelő bizonyítványt szerzett. Mezőtúron, a Debreceni Agrártudományi Egyetem Mezőgazdasági Gépészeti Főiskolai Karán 1985-ben, Mezőgazdasági Gépész Üzemmérnöki diplomát kapott. Levelezőn 1996-ban Budapesten az Ybl Miklós Építőipari Műszaki Főiskolán építőmérnöki diplomát szerzett. A gödöllői Szent István Egyetemen 2004-ben környezetvédelmi szakmérnöki diplomát kapott.
2010 és 2022 között Mezőtúr város polgármestere. A 2022-es országgyűlési választáson a Fidesz-KDNP jelöltjeként indult a Jász-Nagykun-Szolnok megyei 4. számú választókerületében, ahol egyéni országgyűlési képviselővé választották.
Nős, két leánygyermek édesapja.